# Ptycholoma
Ptycholoma là một chi bướm đêm thuộc tông Archipini.

## Các loài
- Ptycholoma erschoffi (Christoph, 1877)
- Ptycholoma imitator (Walsingham, 1900)
- Ptycholoma lecheana (Linnaeus, 1758)
- Ptycholoma micantana (Kennel, 1901)

## Hình ảnh

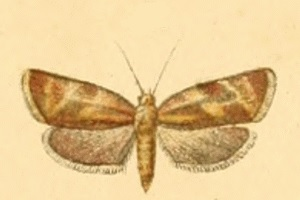